# James Dodson
James Dodson FRS (hacia 1705–1757) fue un matemático británico, actuario e innovador en la industria del seguro.

## Biografía
Dodson fue alumno de Abraham de Moivre. Trabajó como contable y profesor. Desde 1752 George Parker, 2º Conde de Macclesfield y amigo de Dodson, era Presidente de la Royal Society, y Dodson fue elegido miembro el 16 de enero de 1755. El 7 de agosto del mismo año era elegido maestro de la Escuela Matemática Real, del Christ's Hospital, y también de la Stone's School. Murió el de 23 de noviembre de 1757, con poco más de cincuenta años de edad. Vivía en Bell Dock, en Wapping.

## Legado actuarial
Habiendo sido rechazada su solicitud de ingreso en la Amicable Life Assurance Society porque no admitían a nadie con más de 45 años de edad, decidió formar una nueva sociedad con un plan de aseguramiento que fuese más "equitativo". Dodson elaboró sus tablas de mortalidad estadísticas, a partir de las desarrolladas por Edmund Halley en 1693. El objetivo de la futura nueva compañía, la Equitable Life, era cobrar de forma razonable las primas destinadas a compensar correctamente los riesgos de los seguros de vida a largo plazo, pero Dodson solo consiguió hacer intentos fallidos para instaurar unos estatutos de la sociedad. Finalmente, la Equitable Life Assurance Society fue fundada en 1762 por un grupo de matemáticos e inversores (entre los que figuraba Edward Rowe Mores) sobre los principios actuariales que Dodson había desarrollado en la práctica durante la década anterior.

## Publicaciones
Como matemático es conocido principalmente por su trabajo en The Anti-Logarithmic Canon y en The Mathematical Miscellany. Sus obras más conocidas son:
The Anti-Logarithmic Canon
En 1742 Dodson publicó ‘El Canon Anti-Logarítmico'. Eran unas tablas numéricas con una precisión de once dígitos significativos, correspondientes a los logaritmos hasta 100 000, con una breve introducción explicando su uso. Estas tablas fueron las únicas disponibles durante más de un siglo, hasta 1849. Se sabe que el "canon" había sido calculado por Walter Warner y John Pell, en el periodo de 1630 a 1640. Warner había legado las tablas al académico y clérigo de Westminster Herbert Thorndike, a cuya muerte pasaron a Richard Busby, y finalmente fueron adquiridas por la Royal Society; donde permanecieron perdidas durante algunos años. En una carta de Pell del 7 de agosto de 1644, remitida a Sir Charles Cavendish, se decía que Warner estaba en bancarrota, y Pell suponía que el manuscrito sería destruido por los acreedores en su ignorancia.
The Calculator… adapted to Science, Business, and Pleasure
En 1747 Dodson publicó La Calculadora… adaptada a la Ciencia, los Negocios, y el Placer. Es una amplia colección de pequeñas tablas, incluyendo algunos logaritmos con siete cifras de precisión, dedicada a William Jones.
The Mathematical Miscellany
El mismo año inició la publicación de su Miscelánea Matemática, conteniendo soluciones analíticas y algebraicas de un gran número de problemas en varias ramas de las matemáticas. El prefacio al primer volumen está fechado el 14 de enero de 1747, y la obra en 1748. Este volumen está dedicado a de Moivre, la segunda edición se publicó en 1775. El segundo volumen (1753) está dedicado a David Papillon, y contiene una contribución de Abraham de Moivre. El tercer volumen (1755) está dedicado a Macclesfield y a la Royal Society. En este tercer volumen se abordan problemas relacionados con anualidades, reversiones, seguros, arrendamientos en vida, etc. 
Accountant, or a Method of Book-keeping
Su Contable, o un Método para mantener Libros, fue publicado en 1750, con una dedicatoria a Macclesfield. En 1751 editó la Aritmética de Edmund Wingate, anteriormente editada por John Kersey y después por George Shelley.
An Account of the Methods used to describe Lines on Dr. Halley's Chart of the terraqueous Globe, showing the variation of the magnetic needle about the year 1756 in all the known seas, &c. By Wm. Mountaine and James Dodson
Otro trabajo, la Relación de los Métodos utilizados para describir líneas sobre el globo terráqueo en los mapas del Dr. Halley, mostrando la variación de la aguja magnética sobre el año 1756 en todos los mares conocidos, &c. por Wm. Mountaine y James Dodson, acerca de las líneas isógonas, fue publicado en 1758, después de la muerte de Dodson.

## Familia
A su muerte, sus tres hijos quedaron sin recursos. En una reunión del tribunal general mantenida en el Christ's Hospital el 15 de diciembre de 1757, se leyó una petición de William Mountaine, en la que declaraba que Dodson, muerto "en circunstancias muy malas, dejaba tres niños sin madre y sin recursos: James, de 15 años; Thomas, de 11 y tres trimestres; y Elizabeth, de 8 años". Los dos más jóvenes fueron admitidos en el hospicio. Una vez en marcha la sociedad Equitable, y unos quince años después la muerte de Dodson, se tramitó una resolución concediendo 300 libras a sus hijos, como recompensa por las ‘Tablas de Vidas' que su padre había preparado para la sociedad. El hijo mayor de Dodson, James (abuelo materno de Augustus De Morgan), trabajó con éxito como actuario de la sociedad a partir de 1764, pero en 1767 empezó a trabajar para el servicio de aduanas.